# Filippi
Filippi (görög: Φίλιπποι, Philippoi) történelmi város az ókori Macedónia területén, a mai Északkelet-Görögországban, Kaválától kb. 15 km-re ÉNy-ra. Eredeti neve Krenidesz (görög: Κρηνῖδες) volt, és ma is ez a közeli település neve.
Romterülete 2016-tól a kulturális világörökség része.

## Története
Korai lakói Thasszoszról, Athén kolóniájáról érkeztek a Kr. e 4. században. Őket a környék aranya és termékeny tája vonzotta. A település egy mocsaras vidék melletti síkságon épült fel. Itt futott át a fontos kereskedelmi és hadi útvonal, a későbbi Via Egnatia.
A Kr. e 350-es években a várost a trákok támadták meg és ezért lakói a makedón királyhoz fordultak segítségért. II. Philipposz makedón király felismerve a város fontos gazdasági és stratégiai fontosságát, elfoglalta és megerősítette Kr. e 356-ban, majd magáról nevezte el. Nemsokára virágzásnak indult. Elkészültek a város falai, színházat és középületeket építettek.
Kr. e. 42-ben Marcus Antonius és Octavianus itt harcolt a két filippi csatában Brutus és Cassius ellen. Ezután Octavianus Filippit római kolóniává tette. A város tovább nőtt és gazdagodott, művészeti központtá és a régió központjává lett.
Pál apostol az 1. század derekán misszióútja alatt itt alapította meg az első keresztény gyülekezetet Európában.
Filippi virágzása a 7. századig tartott, amikor is hanyatlásnak indult a földrengések és az északi barbár népek (szlávok) támadásai miatt. A 14. században az ottomán-török hódítások alatt véglegesen elpusztult.

## Fordítás
- Ez a szócikk részben vagy egészben  a   Philippi című angol Wikipédia-szócikk fordításán alapul.  Az eredeti cikk szerkesztőit annak laptörténete sorolja fel. Ez a jelzés csupán a megfogalmazás eredetét és a szerzői jogokat jelzi, nem szolgál a cikkben szereplő információk forrásmegjelöléseként.